# سیارک ۲۵۱۰۰
سیارک ۲۵۱۰۰ (به انگلیسی: 25100 Zhaiweichao، نامگذاری:1998RY47) بیست و پنج هزار و صدمین سیارک کشف شده‌است که در ۱۴ سپتامبر ۱۹۹۸ کشف شد.
قدر مطلق سیارک برابر ۱۲.۳ است.